# Torneo Clausura 2018 (El Salvador)
El torneo Clausura 2018 de la Primera División también conocida como Liga Mayor de Fútbol (LMF) o Liga Pepsi (por motivos de patrocinio), fue el cuadragésimo torneo corto de fútbol en El Salvador desde el cambio de formato ocurrido en 1998. Alianza Fútbol Club era el campeón defensor y tras revalidar su título derrotando en la final al Santa Tecla Fútbol Club, ganó el derecho a participar en la Liga de Campeones de la Concacaf en su edición 2019; el cuadro tecleño ganó el derecho a participar en la edición 2018 de la Liga Concacaf al acceder nuevamente a la final, lo que permitió a Club Deportivo FAS ganar un boleto al torneo continental al conseguir la mejor posición en la tabla de posiciones acumulada junto al torneo Apertura 2017. Al terminar el torneo regular, Sonsonate Fútbol Club y Club Deportivo Dragón empataron en el último lugar de la tabla acumulada de la temporada, motivo por el cual debieron disputar un juego de desempate para definir al equipo que descendería a la Segunda División para la temporada 2018-19, tras el cual finalmente descendió el cuadro mitológico tras permanecer 10 torneos en la máxima división del fútbol profesional salvadoreño.
El torneo inició de forma oficial con el juego entre el campeón defensor Alianza Fútbol Club y el equipo Club Deportivo Municipal Limeño, que se celebró el 14 de enero de 2018 en el Estadio Cuscatlán; mientras que la final, por cuarto torneo consecutivo, entre Alianza Fútbol Club y el Santa Tecla Fútbol Club, se realizó el 20 de mayo de 2018 en el mismo escenario deportivo, donde se impuso el cuadro capitalino por marcador de 1 a 0 y obtuvo el decimotercer título en su palmarés, y su segundo bicampeonato después de 51 años.

## Participantes
| Equipos del torneo Clausura 2018    |                                 |
| Alianza Fútbol Club                 | Club Deportivo FAS              |
| Asociación Deportiva Chalatenango   | Club Deportivo Luis Ángel Firpo |
| Asociación Deportiva Isidro Metapán | Club Deportivo Municipal Limeño |
| Club Deportivo Águila               | Pasaquina Fútbol Club           |
| Club Deportivo Audaz                | Santa Tecla Fútbol Club         |
| Club Deportivo Dragón               | Sonsonate Fútbol Club           |

Participarán los mismos 12 equipos que disputaron el torneo Apertura 2017, lo que mantiene la representación de nueve de los catorce departamentos de la República de El Salvador. La región occidental estará representada por tres equipos, cuatro equipos de la región central y cinco equipos representado al oriente del país.

### Información de los equipos
| Equipo                | Ciudad             | Entrenador               | Estadio                                   | Aforo  | Patrocinador                  |
| --------------------- | ------------------ | ------------------------ | ----------------------------------------- | ------ | ----------------------------- |
| Alianza F.C.          | San Salvador       | Jorge Zarco Rodríguez    | Cuscatlán (San Salvador)                  | 53,400 | Tigo El Salvador              |
| A.D. Chalatenango     | Chalatenango       | Melvin Giovanni Portillo | José Gregorio Martínez (Chalatenango)     | 15,000 | Agroferreteria MC San Antonio |
| A.D. Isidro Metapán   | Metapán            | Agustín Alberto Castillo | Jorge "Calero" Suárez (Metapán)           | 4,000  | Constructora Salazar Romero   |
| C.D. Águila           | San Miguel         | Miguel Ángel Obando      | Juan Francisco Barraza (San Miguel)       | 15,000 | Tigo El Salvador              |
| C.D. Audaz            | Apastepeque        | Carlos Romero            | Municipal Jiboa (Vicentino) (San Vicente) | 8,000  | ACODJAR de R.L.               |
| C.D. Dragón           | San Miguel         | Abel Blanco              | Municipal de Chapeltique (Chapeltique)    | 5,000  | GRS Electrodomésticos         |
| C.D. FAS              | Santa Ana          | Cristiam Edgardo Álvarez | Óscar Quiteño (Santa Ana)                 | 17,500 | Tigo El Salvador              |
| C.D. Luis Ángel Firpo | Usulután           | Giovanni Trigueros       | Sergio Torres (Usulután)                  | 7,000  | Industrias La Constancia      |
| C.D. Municipal Limeño | Santa Rosa de Lima | Víctor Coreas            | Ramón Flores Berríos (Santa Rosa de Lima) | 6,000  | Universidad Dr. Andrés Bello  |
| Pasaquina F.C.        | Pasaquina          | Francisco Robles         | San Sebastián (Pasaquina)                 | 3,000  | Innova Sport                  |
| Santa Tecla F.C.      | Santa Tecla        | Rubén Polillita Da Silva | Las Delicias (Santa Tecla)                | 10,000 | Claro El Salvador             |
| Sonsonate F.C.        | Sonsonate          | Juan Ramón Sánchez       | Ana Mercedes Campos (Sonsonate)           | 8,000  | ALCASA                        |

#### Cambio de entrenadores
| Equipo                | Entrenadores                     | Fecha de sustitución  |
| --------------------- | -------------------------------- | --------------------- |
| A.D. Chalatenango     | William Renderos Iraheta         | 26 de febrero de 2018 |
| A.D. Chalatenango     | Melvin Giovanni Portillo         |                       |
| A.D. Isidro Metapán   | Edwin Bochinche Portillo         | 8 de marzo de 2018    |
| A.D. Isidro Metapán   | Agustín Alberto Castillo         |                       |
| C.D. Águila           | Osvaldo Pichi Escudero           | 23 de febrero de 2018 |
| C.D. Águila           | Marvin Perica Benítez (interino) | 7 de marzo de 2018    |
| C.D. Águila           | Miguel Ángel Obando              |                       |
| C.D. Audaz            | Álvaro Misael Alfaro             | 18 de febrero de 2018 |
| C.D. Audaz            | Emerson David Umaña (interino)   | 2 de marzo de 2018    |
| C.D. Audaz            | Carlos Romero                    |                       |
| C.D. Dragón           | Diego Pizarro                    | 19 de abril de 2018   |
| C.D. Dragón           | Santos Noel Rivera (interino)    | 30 de abril de 2018   |
| C.D. Dragón           | Abel Blanco                      |                       |
| C.D. Luis Ángel Firpo | Eraldo Correia Ribeiro           | 24 de febrero de 2018 |
| C.D. Luis Ángel Firpo | Víctor Girón Huezo (interino)    | 10 de marzo de 2018   |
| C.D. Luis Ángel Firpo | Giovanni Trigueros               |                       |
| C.D. Municipal Limeño | Emiliano Santiago Barrera        | 23 de marzo de 2018   |
| C.D. Municipal Limeño | Wilfredo Molina (interino)       | 31 de marzo de 2018   |
| C.D. Municipal Limeño | Víctor Coreas                    |                       |
| Pasaquina F.C.        | Manuel Carranza Murillo          | 8 de febrero de 2018  |
| Pasaquina F.C.        | Francisco Robles                 |                       |
| Sonsonate F.C.        | Rubén Rudesindo Alonso           | 26 de febrero de 2018 |
| Sonsonate F.C.        | Juan Ramón Sánchez               |                       |

## Clasificación

### Clasificación Clausura 2018
|  |     | Equipos               |  | PJ | G  | E | P  | GF | GC | Dif. | Pts. |
|  | --- | --------------------- |  | -- | -- | - | -- | -- | -- | ---- | ---- |
|  | 1.  | Alianza F.C.          |  | 22 | 16 | 3 | 3  | 37 | 14 | +23  | 51   |
|  | 2.  | Santa Tecla F.C.      |  | 22 | 14 | 5 | 3  | 40 | 12 | +28  | 47   |
|  | 3.  | C.D. FAS              |  | 22 | 14 | 3 | 5  | 38 | 23 | +15  | 45   |
|  | 4.  | C.D. Águila           |  | 22 | 9  | 6 | 7  | 23 | 21 | +2   | 33   |
|  | 5.  | C.D. Luis Ángel Firpo |  | 22 | 7  | 6 | 9  | 26 | 29 | -3   | 27   |
|  | 6.  | C.D. Audaz            |  | 22 | 7  | 5 | 10 | 25 | 39 | -14  | 26   |
|  | 7.  | C.D. Municipal Limeño |  | 22 | 6  | 6 | 10 | 31 | 31 | 0    | 24   |
|  | 8.  | Sonsonate F.C.        |  | 22 | 6  | 6 | 10 | 23 | 32 | -9   | 24   |
|  | 9.  | Pasaquina F.C.        |  | 22 | 6  | 6 | 10 | 20 | 30 | -10  | 24   |
|  | 10. | A.D. Chalatenango     |  | 22 | 6  | 4 | 12 | 21 | 29 | -8   | 22   |
|  | 11. | C.D. Dragón           |  | 22 | 4  | 9 | 9  | 16 | 25 | -9   | 21   |
|  | 12. | A.D. Isidro Metapán   |  | 22 | 4  | 7 | 11 | 26 | 41 | -15  | 19   |

|  | Los equipos en estas posiciones clasifican a la siguiente fase y poseen ventaja deportiva prioritaria en cuartos de final y semifinales. |
|  | Los equipos en estas posiciones clasifican a la siguiente fase y poseen ventaja deportiva secundaria en cuartos de final y semifinales.  |
|  | Los equipos en estas posiciones clasifican a la siguiente fase, pero no poseen ventaja deportiva.                                        |

#### Evolución de la clasificación
| Jornada / Equipo | 1  | 2  | 3  | 4  | 5  | 6  | 7  | 8  | 9  | 10 | 11 | 12 | 13 | 14 | 15 | 16 | 17 | 18 | 19 | 20 | 21 | 22 |
| Jornada / Equipo |    |    |    |    |    |    |    |    |    |    |    |    |    |    |    |    |    |    |    |    |    |    |
| ---------------- | -- | -- | -- | -- | -- | -- | -- | -- | -- | -- | -- | -- | -- | -- | -- | -- | -- | -- | -- | -- | -- | -- |
| Alianza          | 4  | 1  | 1  | 1  | 1  | 1  | 1  | 1  | 1  | 1  | 1  | 1  | 1  | 1  | 1  | 1  | 1  | 1  | 1  | 1  | 1  | 1  |
| Santa Tecla      | 1  | 2  | 2  | 2  | 2  | 2  | 2  | 2  | 3  | 2  | 2  | 3  | 3  | 3  | 2  | 3  | 3  | 3  | 2  | 2  | 2  | 2  |
| FAS              | 9  | 8  | 7  | 6  | 3  | 5  | 3  | 3  | 2  | 4  | 3  | 2  | 2  | 2  | 3  | 2  | 2  | 2  | 3  | 3  | 3  | 3  |
| Águila           | 5  | 4  | 3  | 3  | 6  | 3  | 5  | 4  | 4  | 3  | 4  | 4  | 4  | 4  | 6  | 4  | 5  | 5  | 4  | 5  | 4  | 4  |
| Firpo            | 6  | 5  | 5  | 4  | 7  | 7  | 4  | 7  | 8  | 5  | 7  | 7  | 9  | 5  | 4  | 5  | 4  | 4  | 5  | 4  | 5  | 5  |
| Audaz            | 12 | 12 | 12 | 12 | 12 | 12 | 11 | 11 | 11 | 12 | 12 | 12 | 12 | 12 | 12 | 11 | 11 | 11 | 10 | 8  | 6  | 6  |
| Municipal Limeño | 7  | 9  | 6  | 7  | 4  | 4  | 7  | 9  | 6  | 8  | 8  | 8  | 10 | 10 | 7  | 9  | 7  | 9  | 8  | 7  | 9  | 7  |
| Sonsonate        | 11 | 11 | 11 | 10 | 10 | 8  | 6  | 5  | 5  | 7  | 6  | 6  | 6  | 7  | 9  | 7  | 9  | 8  | 7  | 9  | 8  | 8  |
| Pasaquina        | 2  | 3  | 4  | 5  | 8  | 9  | 10 | 8  | 9  | 6  | 5  | 5  | 5  | 6  | 5  | 6  | 6  | 7  | 6  | 6  | 7  | 9  |
| Chalatenango     | 10 | 10 | 9  | 8  | 5  | 6  | 9  | 6  | 7  | 9  | 9  | 9  | 7  | 9  | 10 | 8  | 10 | 10 | 11 | 11 | 11 | 10 |
| Dragón           | 8  | 7  | 10 | 11 | 11 | 10 | 8  | 10 | 10 | 10 | 10 | 10 | 8  | 8  | 8  | 10 | 8  | 6  | 9  | 10 | 10 | 11 |
| Metapán          | 3  | 6  | 8  | 9  | 9  | 11 | 12 | 12 | 12 | 11 | 11 | 11 | 11 | 11 | 11 | 12 | 12 | 12 | 12 | 12 | 12 | 12 |

### Tabla Acumulada Temporada 2017-18
|  |     | Equipos               |  | PJ | G  | E  | P  | GF | GC | Dif. | Pts. |
|  | --- | --------------------- |  | -- | -- | -- | -- | -- | -- | ---- | ---- |
|  | 1.  | Alianza F.C.          |  | 44 | 30 | 11 | 3  | 87 | 33 | +54  | 101  |
|  | 2.  | Santa Tecla F.C.      |  | 44 | 24 | 14 | 6  | 81 | 35 | +46  | 86   |
|  | 3.  | C.D. FAS              |  | 44 | 22 | 13 | 9  | 68 | 44 | +24  | 79   |
|  | 4.  | C.D. Águila           |  | 44 | 15 | 15 | 14 | 55 | 59 | -4   | 60   |
|  | 5.  | A.D. Isidro Metapán   |  | 44 | 15 | 11 | 18 | 62 | 71 | -9   | 56   |
|  | 6.  | C.D. Municipal Limeño |  | 44 | 13 | 11 | 20 | 55 | 61 | -6   | 50   |
|  | 7.  | Pasaquina F.C.        |  | 44 | 11 | 16 | 17 | 49 | 66 | -17  | 49   |
|  | 8.  | C.D. Audaz            |  | 44 | 13 | 10 | 21 | 53 | 79 | -26  | 49   |
|  | 9.  | A.D. Chalatenango     |  | 44 | 12 | 12 | 20 | 42 | 52 | -10  | 48   |
|  | 10. | C.D. Luis Ángel Firpo |  | 44 | 9  | 19 | 16 | 50 | 65 | -15  | 46   |
|  | 11. | Sonsonate F.C.        |  | 44 | 9  | 16 | 19 | 50 | 66 | -16  | 43   |
|  | 12. | C.D. Dragón           |  | 44 | 9  | 16 | 19 | 39 | 60 | -21  | 43   |

|  | Clasificado a la Liga de Campeones de la Concacaf 2019. |
|  | Clasificado a la Liga Concacaf 2018.                    |
|  | Descendido a Segunda División.                          |

###### Juego de desempate por la permanencia
Al finalizar la fase regular del Clausura 2018 Sonsonate Fútbol Club y Club Deportivo Dragón se encontraron empatados en puntos en la última posición, esto obligó según las bases de competencia a celebrar un juego de desempate para definir al equipo que descendería a Segunda División para al temporada 2018-19. El juego se celebró el 1 de mayo de 2018 en terreno neutral, el estadio Cuscatlán en San Salvador. El resultado del juego, un 3 a 2 en favor de Sonsonate le permitió asegurar su permanencia y disputar la fase final del torneo Clausura 2018.

| 1 de mayo de 2018, 19:00                                    | C.D. Dragón                                          | 2 : 3   | Sonsonate F.C.                                                        | Estadio Cuscatlán, San Salvador, San Salvador |                          |
|                                                             | - Mártir Contreras 89' (pen.) - Isaías Aguilar 90+5' | Reporte | - 59' José Rivera - 67' (pen.) Nicolás Fagúndez - 85' McKauly Tulloch | Árbitro(s): Joel Aguilar                      | Árbitro(s): Joel Aguilar |
| Dragón desciende después de 10 torneos en Primera División. |                                                      |         |                                                                       |                                               |                          |

## Partidos y Resultados
La calendarización de los encuentros entre los equipos fue establecida en el sorteo celebrado por el Directorio de la Primera División el 21 de diciembre de 2017, la definición de la fecha y horario de cada encuentro se realiza semana a semana en la reunión de los presidentes de los equipos de la liga y se anuncia entre los días lunes y martes.
Todos los horarios aquí descritos corresponden al huso horario UTC -6, utilizado en El Salvador durante todo el año; los juegos son transmitidos en televisión abierta por Canal 4 de Telecorporación Salvadoreña y por el canal de pago Tigo Sports además de las aplicaciones para dispositivos móviles de ambos canales, radios a nivel nacional y local también transmiten las narraciones en vivo de los partidos de fútbol, siendo las principales Radio YSKL y Radio Monumental.

### Fase regular (liga)

#### Primera vuelta
| Pasaquina F.C.        | 3 : 0 | C.D. Audaz            | San Sebastián          | 13 de enero | 15:00 | Geovanni Corona | No transmitido |
| A.D. Chalatenango     | 0 : 1 | C.D. Águila           | José Gregorio Martínez | 13 de enero | 18:30 | Joel Aguilar    | Canal 4        |
| C.D. Luis Ángel Firpo | 1 : 0 | C.D. FAS              | Sergio Torres          | 13 de enero | 19:00 | Rubén Medrano   | Tigo Sports    |
| C.D. Dragón           | 1 : 2 | A.D. Isidro Metapán   | Juan Francisco Barraza | 14 de enero | 14:30 | Jaime Carpio    | No transmitido |
| 'Alianza F.C.'        | 2 : 1 | C.D. Municipal Limeño | Cuscatlán              | 14 de enero | 15:00 | Edgar Ramírez   | Canal 4        |
| Santa Tecla F.C.      | 4 : 1 | Sonsonate F.C.        | Las Delicias           | 14 de enero | 16:00 | Ismael Cornejo  | Tigo Sports    |

| Pasaquina F.C.        | 1 : 1 | C.D. FAS              | San Sebastián          | 20 de enero | 15:00 | Iván Barton    | No transmitido |
| A.D. Isidro Metapán   | 0 : 1 | 'Alianza F.C.'        | Jorge "Calero" Suárez  | 20 de enero | 19:00 | Ismael Cornejo | Canal 4        |
| Sonsonate F.C.        | 1 : 1 | C.D. Dragón           | Ana Mercedes Campos    | 20 de enero | 19:00 | Joel Aguilar   | Tigo Sports    |
| C.D. Municipal Limeño | 0 : 0 | C.D. Luis Ángel Firpo | Ramón Flores Berríos   | 21 de enero | 15:00 | Elmer Martínez | Tigo Sports    |
| C.D. Águila           | 0 : 0 | Santa Tecla F.C.      | Juan Francisco Barraza | 21 de enero | 15:00 | Héctor Salazar | Canal 4        |
| C.D. Audaz            | 0 : 0 | A.D. Chalatenango     | Municipal Jiboa        | 21 de enero | 15:00 | Juan Quinteros | No transmitido |

| C.D. Municipal Limeño | 4 : 2 | A.D. Isidro Metapán | Ramón Flores Berríos   | 24 de enero | 15:00 | Joel Aguilar       | No transmitido |
| C.D. Dragón           | 0 : 2 | C.D. Águila         | Juan Francisco Barraza | 24 de enero | 15:30 | Marlon Mejía       | No transmitido |
| A.D. Chalatenango     | 1 : 2 | C.D. FAS            | José Gregorio Martínez | 24 de enero | 19:00 | Jaime Carpio       | No transmitido |
| C.D. Luis Ángel Firpo | 1 : 1 | Pasaquina F.C.      | Sergio Torres          | 24 de enero | 19:00 | Jaime Herrera      | No transmitido |
| 'Alianza F.C.'        | 2 : 0 | Sonsonate F.C.      | Cuscatlán              | 24 de enero | 19:30 | Francisco Granados | Tigo Sports    |
| Santa Tecla F.C.      | 4 : 0 | C.D. Audaz          | Las Delicias           | 25 de enero | 19:00 | Filiberto Martínez | Tigo Sports    |

| Pasaquina F.C.      | 0 : 2 | A.D. Chalatenango     | San Sebastián          | 27 de enero | 15:00 | Herbert Reyes   | No transmitido |
| A.D. Isidro Metapán | 1 : 1 | C.D. Luis Ángel Firpo | Jorge "Calero" Suárez  | 27 de enero | 19:00 | Geovanni Corona | Canal 4        |
| Sonsonate F.C.      | 1 : 0 | C.D. Municipal Limeño | Ana Mercedes Campos    | 27 de enero | 19:00 | Rubén Medrano   | Tigo Sports    |
| C.D. Águila         | 0 : 2 | 'Alianza F.C.'        | Juan Francisco Barraza | 28 de enero | 15:00 | Ismael Cornejo  | Canal 4        |
| C.D. FAS            | 1 : 1 | Santa Tecla F.C.      | Óscar Quiteño          | 28 de enero | 15:00 | Joel Aguilar    | Tigo Sports    |
| C.D. Audaz          | 1 : 1 | C.D. Dragón           | Municipal Jiboa        | 28 de enero | 15:00 | Iván Barton     | No transmitido |

| C.D. Dragón           | 0 : 1 | C.D. FAS          | Juan Francisco Barraza | 3 de febrero | 14:30 | Germán Martínez  | Tigo Sports    |
| A.D. Isidro Metapán   | 1 : 1 | Sonsonate F.C.    | Jorge "Calero" Suárez  | 3 de febrero | 19:00 | Iván Barton      | Canal 4        |
| 'Alianza F.C.'        | 2 : 0 | C.D. Audaz        | Cuscatlán              | 4 de febrero | 15:00 | Marlon Mejía     | Canal 4        |
| C.D. Municipal Limeño | 2 : 0 | C.D. Águila       | Ramón Flores Berríos   | 4 de febrero | 15:00 | Jaime Herrera    | No transmitido |
| Santa Tecla F.C.      | 2 : 0 | Pasaquina F.C.    | Las Delicias           | 4 de febrero | 16:00 | Rodolfo Castillo | No transmitido |
| C.D. Luis Ángel Firpo | 0 : 1 | A.D. Chalatenango | Sergio Torres          | 4 de febrero | 17:00 | Elmer Martínez   | Tigo Sports    |

| C.D. Águila       | 2 : 0  | A.D. Isidro Metapán   | Juan Francisco Barraza | 7 de febrero  | 15:00 | Héctor Salazar     | Por anunciar |
| C.D. Audaz        | 2 : 2  | C.D. Municipal Limeño | Mauricio Vides         | 7 de febrero  | 15:15 | Francisco Granados | Por anunciar |
| Pasaquina F.C.    | 1 : 2  | C.D. Dragón           | San Sebastián          | 7 de febrero  | 15:30 | Filiberto Martínez | Por anunciar |
| Sonsonate F.C.    | 1 : 1  | C.D. Luis Ángel Firpo | Ana Mercedes Campos    | 7 de febrero  | 19:00 | Juan Quinteros     | Por anunciar |
| C.D. FAS          | 0 : 21 | Alianza F.C.          | Cuscatlán              | 8 de febrero  | 19:30 | Jaime Carpio       | Por anunciar |
| A.D. Chalatenango | 1 : 0  | Santa Tecla F.C.      | José Gregorio Martínez | 14 de febrero | 19:00 | Joel Aguilar       | Por anunciar |

| A.D. Chalatenango     | 0 : 1 | C.D. Dragón      | José Gregorio Martínez | 10 de febrero | 18:30 | Marlon Mejía    | Por anunciar |
| A.D. Isidro Metapán   | 1 : 2 | C.D. Audaz       | Jorge "Calero" Suárez  | 10 de febrero | 19:00 | Rubén Medrano   | Por anunciar |
| C.D. Luis Ángel Firpo | 3 : 2 | Santa Tecla F.C. | Sergio Torres          | 10 de febrero | 19:00 | Germán Martínez | Por anunciar |
| Sonsonate F.C.        | 2 : 0 | C.D. Águila      | Ana Mercedes Campos    | 10 de febrero | 19:00 | Elmer Martínez  | Por anunciar |
| C.D. Municipal Limeño | 2 : 3 | C.D. FAS         | Ramón Flores Berríos   | 11 de febrero | 15:00 | Herbert Reyes   | Por anunciar |
| Alianza F.C.          | 0 : 0 | Pasaquina F.C.   | Cuscatlán              | 11 de febrero | 15:15 | Iván Barton     | Por anunciar |

| Pasaquina F.C.    | 2 : 1 | C.D. Municipal Limeño | San Sebastián          | 17 de febrero | 15:30 | Marlon Mejía   | Por anunciar |
| A.D. Chalatenango | 1 : 1 | Alianza F.C.          | José Gregorio Martínez | 17 de febrero | 18:30 | Héctor Salazar | Por anunciar |
| C.D. FAS          | 2 : 1 | A.D. Isidro Metapán   | Óscar Quiteño          | 18 de febrero | 15:00 | Ismael Cornejo | Por anunciar |
| C.D. Águila       | 3 : 0 | C.D. Luis Ángel Firpo | Juan Francisco Barraza | 18 de febrero | 15:00 | Joel Aguilar   | Por anunciar |
| C.D. Audaz        | 1 : 2 | Sonsonate F.C.        | Municipal Jiboa        | 18 de febrero | 15:00 | Jaime Herrera  | Por anunciar |
| Santa Tecla F.C.  | 3 : 0 | C.D. Dragón           | Las Delicias           | 18 de febrero | 16:00 | Edgar Ramírez  | Por anunciar |

| C.D. Águila           | 1 : 1 | C.D. Audaz        | Juan Francisco Barraza | 21 de febrero | 15:15 | Germán Martínez | Por anunciar |
| C.D. Municipal Limeño | 3 : 2 | A.D. Chalatenango | Ramón Flores Berríos   | 21 de febrero | 15:30 | Iván Barton     | Por anunciar |
| A.D. Isidro Metapán   | 2 : 2 | Pasaquina F.C.    | Jorge "Calero" Suárez  | 21 de febrero | 19:00 | Herbert Reyes   | Por anunciar |
| Sonsonate F.C.        | 1 : 3 | C.D. FAS          | Ana Mercedes Campos    | 21 de febrero | 19:00 | Joel Aguilar    | Por anunciar |
| C.D. Luis Ángel Firpo | 1 : 1 | C.D. Dragón       | Sergio Torres          | 21 de febrero | 19:00 | Jaime Carpio    | Por anunciar |
| Alianza F.C.          | 2 : 1 | Santa Tecla F.C.  | Cuscatlán              | 15 de marzo   | 19:30 | Jaime Herrera   | Por anunciar |

| Pasaquina F.C.        | 1 : 0 | Sonsonate F.C.        | San Sebastián          | 24 de febrero | 15:30 | Rubén Medrano  | Por anunciar |
| A.D. Chalatenango     | 2 : 3 | A.D. Isidro Metapán   | José Gregorio Martínez | 24 de febrero | 18:30 | Edgar Ramírez  | Por anunciar |
| C.D. Luis Ángel Firpo | 1 : 0 | C.D. Audaz            | Sergio Torres          | 24 de febrero | 19:00 | Juan Quinteros | Por anunciar |
| C.D. Dragón           | 0 : 0 | Alianza F.C.          | Juan Francisco Barraza | 25 de febrero | 14:30 | Ismael Cornejo | Por anunciar |
| C.D. FAS              | 0 : 1 | C.D. Águila           | Óscar Quiteño          | 25 de febrero | 15:00 | Marlon Mejía   | Por anunciar |
| Santa Tecla F.C.      | 2 : 0 | C.D. Municipal Limeño | Las Delicias           | 25 de febrero | 16:00 | Geovani Corona | Por anunciar |

| Alianza F.C.          | 2 : 1 | C.D. Luis Ángel Firpo | Cuscatlán              | 1 de marzo | 19:30 | Marlon Mejía       | Por anunciar |
| C.D. Águila           | 1 : 2 | Pasaquina F.C.        | Juan Francisco Barraza | 7 de marzo | 15:00 | Jaime Herrera      | Por anunciar |
| C.D. Audaz            | 2 : 3 | C.D. FAS              | Municipal Jiboa        | 7 de marzo | 15:30 | Joel Aguilar       | Por anunciar |
| C.D. Municipal Limeño | 1 : 1 | C.D. Dragón           | Ramón Flores Berríos   | 7 de marzo | 15:30 | German Martínez    | Por anunciar |
| A.D. Isidro Metapán   | 0 : 3 | Santa Tecla F.C.      | Jorge "Calero" Suárez  | 7 de marzo | 19:00 | Ismael Cornejo     | Por anunciar |
| Sonsonate F.C.        | 1 : 0 | A.D. Chalatenango     | Ana Mercedes Campos    | 7 de marzo | 19:00 | Filiberto Martínez | Por anunciar |

#### Segunda vuelta
| A.D. Isidro Metapán   | 0 : 0 | C.D. Dragón           | Jorge "Calero" Suárez  | 10 de marzo | 19:00 | Rodolfo Castillo   | Por anunciar |
| Sonsonate F.C.        | 0 : 0 | Santa Tecla F.C.      | Ana Mercedes Campos    | 10 de marzo | 19:00 | Rubén Medrano      | Por anunciar |
| C.D. Municipal Limeño | 1 : 2 | Alianza F.C.          | Ramón Flores Berríos   | 11 de marzo | 15:00 | Elmer Martínez     | Por anunciar |
| C.D. FAS              | 4 : 2 | C.D. Luis Ángel Firpo | Óscar Quiteño          | 11 de marzo | 15:00 | Héctor Salazar     | Por anunciar |
| C.D. Audaz            | 2 : 1 | Pasaquina F.C.        | Municipal Jiboa        | 11 de marzo | 15:00 | Francisco Granados | Por anunciar |
| C.D. Águila           | 1 : 1 | A.D. Chalatenango     | Juan Francisco Barraza | 11 de marzo | 15:00 | Juan Quinteros     | Por anunciar |

| C.D. Dragón           | 3 : 0 | Sonsonate F.C.        | Juan Francisco Barraza | 17 de marzo | 14:30 | Marlon Mejía    | Por anunciar |
| A.D. Chalatenango     | 3 : 0 | C.D. Audaz            | José Gregorio Martínez | 17 de marzo | 18:30 | Jaime Carpio    | Por anunciar |
| C.D. Luis Ángel Firpo | 2 : 2 | C.D. Municipal Limeño | Sergio Torres          | 17 de marzo | 19:00 | Iván Barton     | Por anunciar |
| C.D. FAS              | 1 : 0 | Pasaquina F.C.        | Óscar Quiteño          | 18 de marzo | 15:00 | Edgar Ramírez   | Por anunciar |
| Alianza F.C.          | 2 : 1 | A.D. Isidro Metapán   | Cuscatlán              | 18 de marzo | 15:15 | Germán Martínez | Por anunciar |
| Santa Tecla F.C.      | 1 : 0 | C.D. Águila           | Las Delicias           | 18 de marzo | 16:00 | Héctor Salazar  | Por anunciar |

| Pasaquina F.C.      | 0 : 2 | C.D. Luis Ángel Firpo | San Sebastián          | 21 de marzo | 14:30 | Marlon Mejìa   | Por anunciar |
| C.D. Águila         | 0 : 0 | C.D. Dragón           | Juan Francisco Barraza | 21 de marzo | 15:00 | Joel Aguilar   | Por anunciar |
| A.D. Isidro Metapán | 3 : 2 | C.D. Municipal Limeño | Jorge "Calero" Suárez  | 21 de marzo | 17:00 | Edgar Ramírez  | Por anunciar |
| Sonsonate F.C.      | 0 : 1 | Alianza F.C.          | Ana Mercedes Campos    | 21 de marzo | 17:00 | Iván Barton    | Por anunciar |
| C.D. FAS            | 2 : 0 | A.D. Chalatenango     | Cuscatlán              | 21 de marzo | 19:30 | Héctor Salazar | Por anunciar |
| C.D. Audaz          | 0 : 3 | Santa Tecla F.C.      | Municipal Jiboa        | 22 de marzo | 15:30 | Ismael Cornejo | Por anunciar |

| A.D. Chalatenango     | 1 : 3 | Pasaquina F.C.      | José Gregorio Martínez | 24 de marzo | 18:30 | German Martínez | Por anunciar |
| C.D. Luis Ángel Firpo | 4 : 1 | A.D. Isidro Metapán | Sergio Torres          | 24 de marzo | 19:00 | Iván Barton     | Por anunciar |
| C.D. Dragón           | 1 : 2 | C.D. Audaz          | Juan Francisco Barraza | 25 de marzo | 14:30 | Jaime Carpio    | Por anunciar |
| C.D. Municipal Limeño | 3 : 1 | Sonsonate F.C.      | Ramón Flores Berríos   | 25 de marzo | 15:00 | Juan Quinteros  | Por anunciar |
| Alianza F.C.          | 3 : 0 | C.D. Águila         | Cuscatlán              | 25 de marzo | 15:15 | Marlon Mejía    | Por anunciar |
| Santa Tecla F.C.      | 2 : 0 | C.D. FAS            | Las Delicias           | 25 de marzo | 16:00 | Joel Aguilar    | Por anunciar |

| Pasaquina F.C.    | 1 : 1 | Santa Tecla F.C.      | San Sebastián          | 28 de marzo | 15:00 | Elmer Martínez     | Por anunciar |
| A.D. Chalatenango | 1 : 0 | C.D. Luis Ángel Firpo | José Gregorio Martínez | 28 de marzo | 17:00 | Joel Aguilar       | Por anunciar |
| C.D. FAS          | 2 : 0 | C.D. Dragón           | Óscar Quiteño          | 29 de marzo | 15:00 | Edgar Ramírez      | Por anunciar |
| C.D. Águila       | 1 : 0 | C.D. Municipal Limeño | Juan Francisco Barraza | 29 de marzo | 15:30 | Herbert Reyes      | Por anunciar |
| C.D. Audaz        | 2 : 1 | Alianza F.C.          | Municipal Jiboa        | 29 de marzo | 15:30 | Francisco Granados | Por anunciar |
| Sonsonate F.C.    | 3 : 1 | A.D. Isidro Metapán   | Ana Mercedes Campos    | 29 de marzo | 19:00 | Héctor Salazar     | Por anunciar |

| C.D. Municipal Limeño | 2 : 0 | C.D. Audaz        | Ramón Flores Berríos   | 4 de abril | 15:30 | Iván Barton        | Por anunciar |
| C.D. Dragón           | 1 : 0 | Pasaquina F.C.    | Juan Francisco Barraza | 4 de abril | 15:30 | Joel Aguilar       | Por anunciar |
| A.D. Isidro Metapán   | 2 : 2 | C.D. Águila       | Jorge "Calero" Suárez  | 4 de abril | 19:00 | Filiberto Martínez | Por anunciar |
| C.D. Luis Ángel Firpo | 1 : 0 | Sonsonate F.C.    | Sergio Torres          | 4 de abril | 19:00 | Germán Martínez    | Por anunciar |
| Santa Tecla F.C.      | 1 : 0 | A.D. Chalatenango | Las Delicias           | 4 de abril | 19:00 | Geovanni Corona    | Por anunciar |
| Alianza F.C.          | 1 : 2 | C.D. FAS          | Cuscatlán              | 5 de abril | 19:30 | Ismael Cornejo     | Por anunciar |

| C.D. Dragón      | 1 : 1 | A.D. Chalatenango     | Juan Francisco Barraza | 7 de abril | 15:00 | Rubén Medrano   | Por anunciar |
| C.D. FAS         | 2 : 1 | C.D. Municipal Limeño | Óscar Quiteño          | 8 de abril | 15:00 | Marlon Mejía    | Por anunciar |
| Pasaquina F.C.   | 0 : 3 | Alianza F.C.          | San Sebastián          | 8 de abril | 15:00 | Germán Martínez | Por anunciar |
| C.D. Audaz       | 2 : 0 | A.D. Isidro Metapán   | Municipal Jiboa        | 8 de abril | 15:00 | Joel Aguilar    | Por anunciar |
| C.D. Águila      | 1 : 1 | Sonsonate F.C.        | Juan Francisco Barraza | 8 de abril | 15:30 | Jaime Herrera   | Por anunciar |
| Santa Tecla F.C. | 2 : 0 | C.D. Luis Ángel Firpo | Las Delicias           | 8 de abril | 16:00 | Jaime Carpio    | Por anunciar |

| Alianza F.C.          | 4 : 1 | A.D. Chalatenango | Cuscatlán              | 14 de abril | 18:00 | Héctor Salazar | Por anunciar |
| A.D. Isidro Metapán   | 1 : 1 | C.D. FAS          | Jorge "Calero" Suárez  | 14 de abril | 19:00 | Herbert Reyes  | Por anunciar |
| C.D. Luis Ángel Firpo | 1 : 2 | C.D. Águila       | Sergio Torres          | 14 de abril | 19:00 | Joel Aguilar   | Por anunciar |
| Sonsonate F.C.        | 2 : 2 | C.D. Audaz        | Ana Mercedes Campos    | 14 de abril | 19:00 | Ismael Cornejo | Por anunciar |
| C.D. Municipal Limeño | 1 : 1 | Pasaquina F.C.    | Ramón Flores Berríos   | 15 de abril | 15:00 | Jaime Carpio   | Por anunciar |
| C.D. Dragón           | 0 : 3 | Santa Tecla F.C.  | Juan Francisco Barraza | 15 de abril | 15:15 | Iván Barton    | Por anunciar |

| C.D. Dragón       | 1 : 2 | C.D. Luis Ángel Firpo | Juan Francisco Barraza | 18 de abril | 15:30 | Ismael Cornejo  | Por anunciar |
| C.D. FAS          | 4 : 1 | Sonsonate F.C.        | Óscar Quiteño          | 18 de abril | 15:30 | Jaime Herrera   | Por anunciar |
| C.D. Audaz        | 3 : 1 | C.D. Águila           | Municipal Jiboa        | 18 de abril | 15:30 | Elmer Martínez  | Por anunciar |
| A.D. Chalatenango | 0 : 2 | C.D. Municipal Limeño | José Gregorio Martínez | 18 de abril | 19:00 | German Martínez | Por anunciar |
| Pasaquina F.C.    | 1 : 0 | A.D. Isidro Metapán   | San Sebastián          | 19 de abril | 14:30 | Juan Quinteros  | Por anunciar |
| Santa Tecla F.C.  | 1 : 0 | Alianza F.C.          | Las Delicias           | 19 de abril | 19:30 | Marlon Mejía    | Por anunciar |

| C.D. Audaz            | 2 : 1 | C.D. Luis Ángel Firpo | Municipal Jiboa        | 22 de abril | 15:15 | Jaime Herrera      | Por anunciar |
| C.D. Águila           | 1 : 0 | C.D. FAS              | Juan Francisco Barraza | 22 de abril | 15:15 | Ismael Cornejo     | Por anunciar |
| Sonsonate F.C.        | 3 : 0 | Pasaquina F.C.        | Ana Mercedes Campos    | 22 de abril | 15:15 | Marlon Mejía       | Por anunciar |
| A.D. Isidro Metapán   | 2 : 1 | A.D. Chalatenango     | Jorge "Calero" Suárez  | 22 de abril | 15:15 | Héctor Salazar     | Por anunciar |
| C.D. Municipal Limeño | 1 : 2 | Santa Tecla F.C.      | Ramón Flores Berríos   | 22 de abril | 15:15 | Francisco Granados | Por anunciar |
| Alianza F.C.          | 2 : 1 | C.D. Dragón           | Cuscatlán              | 22 de abril | 15:15 | Elmer Martínez     | Por anunciar |

| C.D. FAS              | 4 : 1 | C.D. Audaz            | Óscar Quiteño          | 28 de abril | 15:15 | Héctor Salazar  | Por anunciar |
| Pasaquina F.C.        | 0 : 3 | C.D. Águila           | San Sebastián          | 28 de abril | 15:15 | German Martínez | Por anunciar |
| A.D. Chalatenango     | 2 : 1 | Sonsonate F.C.        | José Gregorio Martínez | 28 de abril | 15:15 | Ismael Cornejo  | Por anunciar |
| Santa Tecla F.C.      | 2 : 2 | A.D. Isidro Metapán   | Las Delicias           | 28 de abril | 15:15 | Iván Barton     | Por anunciar |
| C.D. Dragón           | 0 : 0 | C.D. Municipal Limeño | Juan Francisco Barraza | 28 de abril | 15:15 | Marlon Mejía    | Por anunciar |
| C.D. Luis Ángel Firpo | 1 : 2 | Alianza F.C.          | Sergio Torres          | 28 de abril | 15:15 | Juan Quinteros  | Por anunciar |

### Fase final

#### Calendario eliminatorio
|  | Cuartos de final                         | Cuartos de final                         | Cuartos de final                         | Cuartos de final                         |   |    | Semifinales                        | Semifinales                        | Semifinales                        | Semifinales                        |  |                     | Final               | Final      | Final      |  |
|  | IDA: 1 y 3 de mayo VUELTA: 5 y 6 de mayo | IDA: 1 y 3 de mayo VUELTA: 5 y 6 de mayo | IDA: 1 y 3 de mayo VUELTA: 5 y 6 de mayo | IDA: 1 y 3 de mayo VUELTA: 5 y 6 de mayo |   |    | IDA: 10 de mayo VUELTA: 13 de mayo | IDA: 10 de mayo VUELTA: 13 de mayo | IDA: 10 de mayo VUELTA: 13 de mayo | IDA: 10 de mayo VUELTA: 13 de mayo |  |                     | 20 de mayo          | 20 de mayo | 20 de mayo |  |
|  |                                          |                                          |                                          |                                          |   |    |                                    |                                    |                                    |                                    |  |                     |                     |            |            |  |
|  |                                          |                                          |                                          |                                          |   |    |                                    |                                    |                                    |                                    |  |                     |                     |            |            |  |
|  | 1°                                       | Alianza Fútbol Club                      | 1                                        | 4                                        |   |    |                                    |                                    |                                    |                                    |  |                     |                     |            |            |  |
|  | 1°                                       | Alianza Fútbol Club                      | 1                                        | 4                                        |   |    |                                    |                                    |                                    |                                    |  |                     |                     |            |            |  |
|  | 8°                                       | Sonsonate Fútbol Club                    | 0                                        | 0                                        |   |    |                                    |                                    |                                    |                                    |  |                     |                     |            |            |  |
|  | 8°                                       | Sonsonate Fútbol Club                    | 0                                        | 0                                        |   | 1° | Alianza Fútbol Club                | 3                                  | 2                                  |                                    |  |                     |                     |            |            |  |
|  |                                          |                                          |                                          |                                          |   | 1° | Alianza Fútbol Club                | 3                                  | 2                                  |                                    |  |                     |                     |            |            |  |
|  |                                          |                                          | 4°                                       | Club Deportivo Águila                    | 2 | 0  |                                    |                                    |                                    |                                    |  |                     |                     |            |            |  |
|  | 4°                                       | Club Deportivo Águila                    | 4°                                       | Club Deportivo Águila                    | 2 | 0  | 1                                  | 0                                  |                                    |                                    |  |                     |                     |            |            |  |
|  | 4°                                       | Club Deportivo Águila                    |                                          |                                          |   |    |                                    |                                    |                                    |                                    |  |                     |                     |            |            |  |
|  | 5°                                       | Club Deportivo Luis Ángel Firpo          | 0                                        | 0                                        |   |    |                                    |                                    |                                    |                                    |  |                     |                     |            |            |  |
|  | 5°                                       | Club Deportivo Luis Ángel Firpo          | 0                                        | 0                                        |   |    |                                    |                                    |                                    |                                    |  | Alianza Fútbol Club | Alianza Fútbol Club | 1          |            |  |
|  |                                          |                                          |                                          |                                          |   |    |                                    |                                    |                                    |                                    |  | Alianza Fútbol Club | Alianza Fútbol Club | 1          |            |  |
|  |                                          |                                          | Santa Tecla Fútbol Club                  | Santa Tecla Fútbol Club                  | 0 |    |                                    |                                    |                                    |                                    |  |                     |                     |            |            |  |
|  | 2°                                       | Santa Tecla Fútbol Club                  | Santa Tecla Fútbol Club                  | Santa Tecla Fútbol Club                  | 0 | 1  | 0                                  |                                    |                                    |                                    |  |                     |                     |            |            |  |
|  | 2°                                       | Santa Tecla Fútbol Club                  |                                          |                                          |   |    |                                    |                                    |                                    |                                    |  |                     |                     |            |            |  |
|  | 7°                                       | Club Deportivo Municipal Limeño          | 1                                        | 0                                        |   |    |                                    |                                    |                                    |                                    |  |                     |                     |            |            |  |
|  | 7°                                       | Club Deportivo Municipal Limeño          | 1                                        | 0                                        |   | 2° | Santa Tecla Fútbol Club            | 2                                  | 4                                  |                                    |  |                     |                     |            |            |  |
|  |                                          |                                          |                                          |                                          |   | 2° | Santa Tecla Fútbol Club            | 2                                  | 4                                  |                                    |  |                     |                     |            |            |  |
|  |                                          |                                          | 6°                                       | Club Deportivo Audaz                     | 1 | 0  |                                    |                                    |                                    |                                    |  |                     |                     |            |            |  |
|  | 3°                                       | Club Deportivo FAS                       | 6°                                       | Club Deportivo Audaz                     | 1 | 0  | 1                                  | 2                                  |                                    |                                    |  |                     |                     |            |            |  |
|  | 3°                                       | Club Deportivo FAS                       |                                          |                                          |   |    |                                    |                                    |                                    |                                    |  |                     |                     |            |            |  |
|  | 6°                                       | Club Deportivo Audaz                     | 1                                        | 3                                        |   |    |                                    |                                    |                                    |                                    |  |                     |                     |            |            |  |
|  | 6°                                       | Club Deportivo Audaz                     | 1                                        | 3                                        |   |    |                                    |                                    |                                    |                                    |  |                     |                     |            |            |  |
|  |                                          |                                          |                                          |                                          |   |    |                                    |                                    |                                    |                                    |  |                     |                     |            |            |  |

#### Cuartos de final

##### Serie 1
| 3 de mayo de 2018, 19:30 | Sonsonate F.C. | 0 : 1   | Alianza F.C.    | Estadio Ana Mercedes Campos, Sonsonate, Sonsonate |                           |
|                          |                | Reporte | 77' Óscar Cerén | Árbitro(s): Jaime Herrera                         | Árbitro(s): Jaime Herrera |

| 6 de mayo de 2018, 15:30 | Alianza F.C.                                                                              | 4 : 0   | Sonsonate F.C. | Estadio Cuscatlán, San Salvador, San Salvador |                         |
|                          | - Juan C. Portillo 7' - Narciso Orellana 37' - Rudy Valencia 77' (pen.) - Iván Mancía 80' | Reporte |                | Árbitro(s): Iván Barton                       | Árbitro(s): Iván Barton |

##### Serie 2
| 3 de mayo de 2018, 19:00 | C.D. Luis Ángel Firpo | 0 : 1   | C.D. Águila       | Estadio Cuscatlán, San Salvador, San Salvador |                            |
|                          |                       | Reporte | 74' David Rugamas | Árbitro(s): Ismael Cornejo                    | Árbitro(s): Ismael Cornejo |

| 6 de mayo de 2018, 15:30 | C.D. Águila | 0 : 0   | C.D. Luis Ángel Firpo | Estadio Juan Francisco Barraza, San Miguel, San Miguel |                          |
|                          |             | Reporte |                       | Árbitro(s): Joel Aguilar                               | Árbitro(s): Joel Aguilar |

##### Serie 3
| 1 de mayo de 2018, 15:30 | C.D. Municipal Limeño | 1 : 1   | Santa Tecla F.C.    | Estadio Ramón Flores Berrios, Santa Rosa de Lima, La Unión |                           |
|                          | Fredrick Ogangan 36'  | Reporte | 21' Gilberto Baires | Árbitro(s): Edgar Ramírez                                  | Árbitro(s): Edgar Ramírez |

| 5 de mayo de 2018, 17:00                                                                                    | Santa Tecla F.C. | 0 : 0   | C.D. Municipal Limeño | Estadio Las Delicias, Santa Tecla, La Libertad |                            |
| |                  | Reporte |                       | Árbitro(s): Héctor Salazar                     | Árbitro(s): Héctor Salazar |
| Santa Tecla clasifica a semifinales por mejor ubicación (2°) en la clasificación que Municipal Limeño (6°). |                  |         |                       |                                                |                            |

##### Serie 4
| 1 de mayo de 2018, 15:30 | C.D. Audaz        | 1 : 1   | C.D. FAS                  | Estadio Municipal Jiboa, San Vicente, San Vicente |                         |
|                          | Santos Guzmán 62' | Reporte | 47' (ag) Romeo Monteagudo | Árbitro(s): Iván Barton                           | Árbitro(s): Iván Barton |

| 6 de mayo de 2018, 15:15 | C.D. FAS                                    | 2 : 3   | C.D. Audaz                                                          | Estadio Óscar Quiteño, Santa Ana, Santa Ana |                             |
|                          | - Irvin Herrera 38' - Luis Perea 61' (pen.) | Reporte | - 52' Carlos Anzora - 66' (pen.) Daley Mena - 89' (pen.) Daley Mena | Árbitro(s): German Martínez                 | Árbitro(s): German Martínez |

#### Semifinales

##### Serie 1
| 10 de mayo de 2018, 15:30 | C.D. Águila                               | 2 : 3   | Alianza F.C.                                                 | Estadio Juan Francisco Barraza, San Miguel, San Miguel |                             |
|                           | - Javier Lezcano 55' - Javier Lezcano 75' | Reporte | - 65' Herbert Sosa - 79' Henry Romero - 90+2' Rodolfo Zelaya | Árbitro(s): German Martínez                            | Árbitro(s): German Martínez |

| 13 de mayo de 2018, 15:15 | Alianza F.C.                         | 2 : 0   | C.D. Águila | Estadio Cuscatlán, San Salvador, San Salvador |                           |
|                           | - Óscar Cerén 4' - Óscar Cerén 45+1' | Reporte |             | Árbitro(s): Jaime Herrera                     | Árbitro(s): Jaime Herrera |

##### Serie 2
| 10 de mayo de 2018, 15:30 | C.D. Audaz        | 1 : 2   | Santa Tecla F.C.                     | Estadio Municipal Jiboa, San Vicente, San Vicente |                            |
|                           | Santos Guzmán 83' | Reporte | - 49' Harold Alas - 17' Wilma Torres | Árbitro(s): Ismael Cornejo                        | Árbitro(s): Ismael Cornejo |

| 13 de mayo de 2018, 17:00 | Santa Tecla F.C.                                                                  | 4 : 0   | C.D. Audaz | Estadio Las Delicias, Santa Tecla, La Libertad |                          |
|                           | - Ricardo Ferreira 9' - Wilma Torres 20' - Ricardo Ferreira 34' - Kevin Reyes 65' | Reporte |            | Árbitro(s): Jaime Carpio                       | Árbitro(s): Jaime Carpio |

#### Final
| 20 de mayo de 2018, 15:00 | Alianza F.C.            | 1 : 0   | Santa Tecla F.C. | Estadio Cuscatlán, San Salvador, San Salvador            |                                                          |
|                           | - Marvin Monterrosa 39' | Reporte |                  | Asistencia: 26 893 espectadores Árbitro(s): Joel Aguilar | Asistencia: 26 893 espectadores Árbitro(s): Joel Aguilar |

| Información adicional | Información adicional | Información adicional |
| --- | --------------------- | --- |
| Titulares: · 1 Víctor García · 15 Jonathan Jiménez · 20 Darío Ferreira · 2 Iván Mancía · 28 Rudy Clavel 17' 60' · 21 Marvin Monterrosa 39' 82' · 6 Narciso Orellana 49' · 27 Isaac Portillo 52' · 9 Óscar Cerén 86' · 14 Herbert Sosa 23' · 19 Gustavo Guerreño 59' · Suplentes: · 17 Alexander Larín 60' · 22 Rodolfo Zelaya 59' · 11 Juan Carlos Portillo 82' · Director Técnico: · Jorge Zarco Rodríguez |                       | Titulares: · 1 Joel Almeida · 5 Alexander Mendoza · 23 Elieser Quiñones 23' · 19 William Canales · 20 Andrés Flores Jaco · 31 Kevin Reyes 73' · 43 Fernando Quintanilla · 11 Gilberto Baires 22' · 21 Wilma Torres 72' · 22 Ricardinho 52' 65' · 7 Harold Alas 55' · Suplentes: · 10 Gerson Mayén 55' · 14 Liber Quiñones 65' · 33 Jacobo Moreno 73' · Director Técnico: · Rubén Polillita Da Silva |

|                              |
| Campeón Torneo Clausura 2018 |
| Alianza F.C.                 |
| 13º título                   |

## Estadísticas

### Anotaciones
- Primer gol del torneo: Daniel Melgar en el juego Pasaquina 3 : 0 Audaz. 13 de enero de 2018. Jornada 1.
- Último gol del torneo: Monterrosa (Alianza), partido Final, Alianza F.C. 1-0 Santa Tecla (20 de mayo de 2018)
- Gol más rápido: Juan Barahona, minuto 2 (1 : 0) en el juego Santa Tecla 4 : 0 Audaz. 25 de enero de 2018. Jornada 3.
- Gol más tardío: Rodolfo Zelaya, minuto 90+1 (2 : 1) en el juego Alianza 2 : 1 Limeño. 14 de enero de 2018. Jornada 1.
- Mayor número de goles en un partido: 6 goles. Limeño 4 : 2 Metapán. 24 de enero de 2018. Jornada 3.
- Mayor victoria de un local: Santa Tecla 4 : 0 Audaz. 25 de enero de 2018. Jornada 3.. Alianza 4 : 0 Sonsonate. 6 de mayo de 2018. Cuartos de final, vuelta.. Santa Tecla 4 : 0 Audaz 13 de mayo de 2018. Semifinales, vuelta.
- Mayor victoria de un visitante: Metapán 0 : 3 Santa Tecla. 7 de marzo de 2018. Jornada 11. Dragón 0:3 Santa Tecla. 15 de abril de 2018

### Goleadores
| Pos.                                      | Jugador          | Equipo                              | Total | Penal | Part. | Media |
| ----------------------------------------- | ---------------- | ----------------------------------- | ----- | ----- | ----- | ----- |
| 1.º                                       | Ricardo Ferreira | Santa Tecla Fútbol Club             | 2     | 0     | 1     | 2     |
| 2.º                                       | Pastor Melgar    | Club Deportivo Dragón               | 1     | 0     | 1     | 1     |
| 2.º                                       | Daniel Luna      | Pasaquina Fútbol Club               | 1     | 0     | 1     | 1     |
| 2.º                                       | Gerson Mayén     | Santa Tecla Fútbol Club             | 1     | 0     | 1     | 1     |
| 2.º                                       | Gerardo Iraheta  | Club Deportivo Luis Ángel Firpo     | 1     | 0     | 1     | 1     |
| 2.º                                       | Otoniel Salinas  | Pasaquina Fútbol Club               | 1     | 0     | 1     | 1     |
| 2.º                                       | Kevin Reyes      | Santa Tecla Fútbol Club             | 1     | 0     | 1     | 1     |
| 2.º                                       | Alexander Larín  | Alianza Fútbol Club                 | 1     | 0     | 1     | 1     |
| 2.º                                       | Rodolfo Zelaya   | Alianza Fútbol Club                 | 1     | 0     | 1     | 1     |
| 2.º                                       | Raúl González    | Pasaquina Fútbol Club               | 1     | 0     | 1     | 1     |
| 2.º                                       | Bryan Ortega     | Asociación Deportiva Isidro Metapán | 1     | 0     | 1     | 1     |
| 2.º                                       | José Ángel Peña  | Club Deportivo Municipal Limeño     | 1     | 0     | 1     | 1     |
| 2.º                                       | Edgar Henríquez  | Asociación Deportiva Isidro Metapán | 1     | 0     | 1     | 1     |
| 2.º                                       | McKauly Tulloch  | Sonsonate Fútbol Club               | 1     | 0     | 1     | 1     |
| 2.º                                       | Javier Lezcano   | Club Deportivo Águila               | 1     | 1     | 1     | 1     |
| Última actualización: 16 de enero de 2018 |                  |                                     |       |       |       |       |

### Porteros menos vencidos
| Pos.                                      | Jugador           | Equipo                              | Prom. | Rec. | Part. |
| ----------------------------------------- | ----------------- | ----------------------------------- | ----- | ---- | ----- |
| 1.º                                       | Herbert Ramos     | Club Deportivo Luis Ángel Firpo     | 0     | 0    | 1     |
| 1.º                                       | Benji Villalobos  | Club Deportivo Águila               | 0     | 0    | 1     |
| 1.º                                       | William Torres    | Pasaquina Fútbol Club               | 0     | 0    | 1     |
| 4.º                                       | Óscar Pleitez     | Asociación Deportiva Isidro Metapán | 1     | 1    | 1     |
| 4.º                                       | Luis Contreras    | Asociación Deportiva Chalatenango   | 1     | 1    | 1     |
| 4.º                                       | Joel Almeida      | Santa Tecla Fútbol Club             | 1     | 1    | 1     |
| 4.º                                       | Víctor García     | Alianza Fútbol Club                 | 1     | 1    | 1     |
| 4.º                                       | Matías Coloca     | Club Deportivo FAS                  | 1     | 1    | 1     |
| 9.º                                       | Wilbert Hernández | Club Deportivo Dragón               | 2     | 2    | 1     |
| 9.º                                       | Kevin Carabantes  | Club Deportivo Municipal Limeño     | 2     | 2    | 1     |
| 11.º                                      | Josué Coreas      | Club Deportivo Audaz                | 3     | 3    | 1     |
| 12.º                                      | Henry Hernández   | Sonsonate Fútbol Club               | 4     | 4    | 1     |
| Última actualización: 16 de enero de 2018 |                   |                                     |       |      |       |

NOTA: Únicamente se tienen en cuenta porteros que hayan participado en al menos la mitad de los encuentros disputados por su equipo.

### Estadísticas de Goles por Jornada
| Jornada   | Goles · | Autogoles · | Penaltis (transformados) · |
| Jornada 1 | 16      | 0           | 1 (1) – 100.0%             |
| Jornada 2 | 5       | 0           | 1 (1) – 100.0%             |
| Jornada 3 | 19      | 0           | 0 (0) – --.--%             |
| Jornada - | -       | -           | - (-) – --.--%             |
| TOTALES   | 40      | 0           | 2 (2) – 100.0%             |
| PROMEDIO  | 13.333  | 0           | 0.667 (0.667)              |
| --------- | ------- | ----------- | -------------------------- |